# Ivry-en-Montagne
Ivry-en-Montagne korábbi község (település) Franciaországban, Côte-d’Or megyében. 2016. január 1-jén Jours-en-Vaux községgel egyesült és Val-Mont új község része lett.
Lakosainak száma 163 fő (2018. január 1.). Ivry-en-Montagne Cussy-la-Colonne, Baubigny, Santosse, Saint-Romain és Molinot községekkel határos.

## Népesség
A település népességének változása:
| Lakosok száma | 195  | 203  | 202  | 195  | 186  | 175  | 161  | 156  | 163  | 163  |
|               | 1968 | 1975 | 1982 | 1990 | 1999 | 2011 | 2013 | 2015 | 2017 | 2018 |